# Osnovna šola Sela pri Kamniku
Osnovna šola Sela pri Kamniku je podružnična šola Osnovne šole Šmartno v Tuhinju
Priprave na gradnjo so se začele leta 1931, odprta pa je bila leto kasneje, 23. oktobra 1932. Usanovljena sta bila dva oddelka, leta 1935 pa je bil ustanovljen še tretji oddelek. Tako se je šola imenovala trirazrednica do leta 1938, ko se je povečala v štirirazrednico (4 oddelki). Pouk pa je bil tudi popoldne. Šola je bila samostojna ustanova.
Kdor je izdelal štriri razrede in odšel v druge šole. Tako je bilo tudi takoj po 2.svetovni vojni do 5. septembra 1964, ko se je preimenovala v »Podružnično šolo Sela pri Kamnik« in je sodila od tedaj pod centralno šolo Toma Brejca v Kamniku. Vsi učenci od 5. razreda dalje so jo obvezno obiskovali in so imeli do Kamnika so brezplčen prevoz.
Z okupacijo leta 1941 so se menjavali različni učitelji, ki so stanovali v župnišču in tudi v šoli. Pouk pa je potekal v nemškem jeziku.
Po vojni se vrnejo učitelji, ki so poučevali pred vojno. Leta 1945 so odredili, da se pogorišče obnovi, prim čiščenju pa so pomagali otroci in starši. Vsako leto je bila obnovaljena ena učilnica, učenci pa so k pouku prihajali vsak drugi dan, ker je pouk potekal izmenično zaradi stiske s prostorom.
Med počitnicami leta 1953 je šola dobila električno napeljavo, nato je potekala temeljita obnova šolskega poslopja in opreme v učilnicah, s prispevki in donacijami. Leta 1969 dobi šola vodovodno napeljavo, leto kasneje pa dobi zdravo, pitno vodo.
Šolski okoliše je sprva zajemal naselja Sela, Znojile, Žubejevo, Trobelno, Belo Peč, Sovinjo Peč, Poljano, Rožično, Markovo, Srednjo vas in Podhruško. Pouk pa je potekal v kombiniranih oddelkih (1. + 2. razred in 3. + 4. razred).
V začetku šolskega leta 1971 je bil uveden petdnevni delovni teden s prostimi sobotami, v 1. razredu se prvič poučuje »nova matematika«.
Če je bilo po vojni veliko šoloobveznih otrok, pa je le teh vsako leto manj. V letu 1952 je bilo še 1008 učencev, nato pa je število hitro padalo in v letu 1977/78 je na šoli le 11 učencev, zato poučuje samo en učitelj. V naslednjem letu deluje samo en oddelek; 1. in 2. razred, ostala dva razreda v pouk obiskujeta v centralni šoli. Kmalu se poveča število učencev, tako da je mogoče zaposliti dve učni moči.
Leta 1986 se prične ponovna odaptacija šole. S tem je pridobila centralno ogrevanje; vsa betonska tla so bila prekrita s ploščicami, pred vhodna vrata pa je bil postavljen nadstrešek. Otvoritev je bila leta 1987. Med tem je bil pouk v Marijinem domu in
gasilskem domu. Leta 1991 se je začelo graditi tudi igrišče pri šoli, kjer naj bi imeli otroci prostor za športne dejavnosti.
Od leta 1.1. 1996 podružnična šola Sela pri Kamniku deluje pod okriljem nove matične šole - OŠ Šmartno v Tuhinju. Tako otroci po opravljeni 4 letki ne gredo več v Kamnik, pač pa v Šmartno, kamor imajo vsak dan organiziran prevoz.